# Rivière Cachée (lac Abitibi)
Pour les articles homonymes, voir Rivière Cachée.
La rivière Cachée est un affluent du lac Abitibi, coulant dans les municipalités de Gallichan et Palmarolle, dans la municipalité régionale de comté (MRC) d’Abitibi-Ouest), dans la région administrative de l’Abitibi-Témiscamingue, au Québec, au Canada.
La rivière Cachée coule entièrement en territoire agricole, forestier et de marais à une vingtaine de kilomètres ou moins en parallèle à la frontière de l’Ontario. L’agriculture constitue la principale activité économique de ce bassin versant ; la foresterie en second.
La partie supérieure de la rivière Cachée est desservie par le chemin de Gallichan (dans le sens est-ouest) dans Gallichan ; la partie intermédiaire par le chemin du 2e et 3e rang ; la partie inférieure, par le chemin du 4e et 5e Rang Ouest.
Annuellement, la surface de la rivière est habituellement gelée de la mi-novembre à la mi-avril, toutefois la circulation sécuritaire sur la glace se fait généralement de la mi-décembre à la fin mars.

## Géographie
La rivière Cachée prend sa source de ruisseaux agricoles situés du côté est de la montagne chez Laverdière dont le sommet est à une altitude de 303 m dans Gallichan.
Les principaux bassins versants voisins de la rivière Cachée sont :
- côté nord : Lac Abitibi, rivière La Sarre ;
- côté est : rivière Palmarolle, rivière Dagenais ;
- côté sud : rivière Poularies, lac Duparquet ;
- côté ouest : rivière Duparquet, rivière Mattawasaga (Ont.).

À partir de sa source, la rivière Cachée coule sur 9,4 km selon les segments suivants :
- 4,4 km vers le nord-ouest, puis le nord, jusqu’au chemin du 4e et 5e rang Ouest ;
- 5,0 km vers le nord-ouest en zone de marais, jusqu’à son embouchure[2]

L’embouchure de la « rivière Cachée » est localisée à :
- 5,6 km au sud-est du centre du village de Palmarolle ;
- 18,4 km à l'est de la frontière de l’Ontario ;
- 67,6 km à l'est de l’embouchure du Lac Abitibi (en Ontario) ;
- 49,0 km au nord-ouest du centre-ville de Rouyn-Noranda.

La rivière Cachée se décharge sur la rive sud d’une baie du lac Abitibi à 3,3 km au sud de l’embouchure de la rivière Dagenais (venant de l’Est). À partir de l’embouchure de la rivière Cachée, le courant traverse le lac Abitibi sur 83 km vers l'ouest, en contournant cinq grandes presqu’îles s’avançant vers le nord et plusieurs îles.
À partir de l’embouchure du lac Abitibi, le courant emprunte le cours de la rivière Abitibi, puis de la rivière Moose pour aller se déverser sur la rive sud de la baie James.

## Toponymie
Cet hydronyme québécois est indiqué sur une carte de 1929. Cet hydronyme prend son sens du fait qu’en naviguant vers l'est dans la baie La Sarre sur le lac Abitibi, l’embouchure de la rivière Cachée (situé au fond d’une baie de la rive sud) est cachée par la « Pointe des Indiens ». Cette pointe s’avance sur 4,6 km vers le nord-ouest à partir de la rive sud, soit en continuité de la rive nord-est de la rivière Duparquet. En sus, quelques petites îles (dont l’île Cicibinagog, l’île Gourd et l’île Wabisi Acawan) gardent l’entrée de cette baie peu profonde.
Le toponyme rivière Cachée a été officialisé le 5 décembre 1968 à la Commission de toponymie du Québec.